# Fulgatore
Fulgatore è una frazione del comune di Trapani, locata nell'entroterra del territorio comunale ed avente 1 070 abitanti in base all'ultimo censimento del 2001. Si trova in un'exclave comunale trapanese, di cui è il maggior centro abitato.

## Storia
Nasce sul finire dell'1800 da una palude bonificata, quando venne assestata la strada per Palermo, oggi strada statale 113.

## Geografia fisica

### Territorio
Sorge vicinissimo all'autostrada A29 Palermo-Mazara del Vallo ed è la più popolosa delle numerose frazioni del capoluogo provinciale, abitata anche d'inverno nonostante i circa 20 minuti di distanza dal centro cittadino, a cui è collegato mediante servizio di autobus urbano. La via Capitano Antonino Rizzo, strada principale del paese, è dedicata proprio all'illustre cittadino Antonino Rizzo, che combatté per Garibaldi nella battaglia di Calatafimi del 1860, nella quale rimase ferito e pertanto gli fu conferito il titolo di capitano.

## Monumenti e luoghi d'interesse
Da visitare è la chiesa moderna di San Giuseppe, oltre alle due cantine vinicole, la "Fazio Wines" e la cantina sociale "Avanti".
La piazza del paese (già dell'Agricoltura) è anch'essa di moderna costruzione e ospita di recente una stele innalzata ai Caduti di Nassirya, da cui adesso prende il nome.
Tutta la campagna circostante, oltre alle case che costituiscono l'abitato, è costellata di antiche abitazioni rurali, chiamate baglio (Baglio Regalbesi, Baglio Pilato, Baglio Vecchio, Baglio Nuovo). Il termine baglio è di origine araba, da bahal, cioè cortile, spazio delimitato da abitazioni, infatti i bagli presenti presso Fulgatore hanno questa caratteristica, comune ai bagli presenti in Provincia di Trapani. Venivano destinati, oltre che come abitazione, anche temporanea, dei proprietari terrieri o dei lavoratori della terra, a deposito dei prodotti, a scuderia per i cavalli da traino dei carretti, da trasporto oppure destinati al lavoro agricolo, o a stalla per gli animali di allevamento.
Comune ad altre zone rurali della campagna siciliana, è la presenza di numerose case coloniche costruite in epoca fascista, su terreni frutto di espropriazioni varie. Oggi la maggior parte di queste costruzioni è abbandonata o in decadenza, anche se non sono mancati i casi di ristrutturazioni recenti e conversioni in aziende agricole funzionanti e strutture ricettive.
Simbolo del centro agricolo è senza dubbio la vecchia Torre Fazio, o Liveri, una piccola costruzione che sorge su un promontorio isolato della frazione. Nelle vicinanze di Fulgatore si possono visitare il Bosco Scorace, la Montagna Grande e la diga sul lago Rubino.
Il luogo vide l'arresto di uno dei principali latitanti di Cosa nostra, il boss della mafia trapanese Vincenzo Virga.